# Colera (romanzo)
Colera è un romanzo scritto nel 1935 dal poeta e narratore bulgaro Ljudmil Stojanov.
Incentrato sulle guerre balcaniche (1912-1913) è un romanzo corale che vede come protagonisti uomini alle prese col dramma della guerra di fronte alla quale sono inermi.